# Pleuraphodius conformis
Pleuraphodius conformis är en skalbaggsart som beskrevs av Rudolph Petrovitz 1967. Pleuraphodius conformis ingår i släktet Pleuraphodius och familjen Aphodiidae. Inga underarter finns listade i Catalogue of Life.